# منغوليا الخارجية

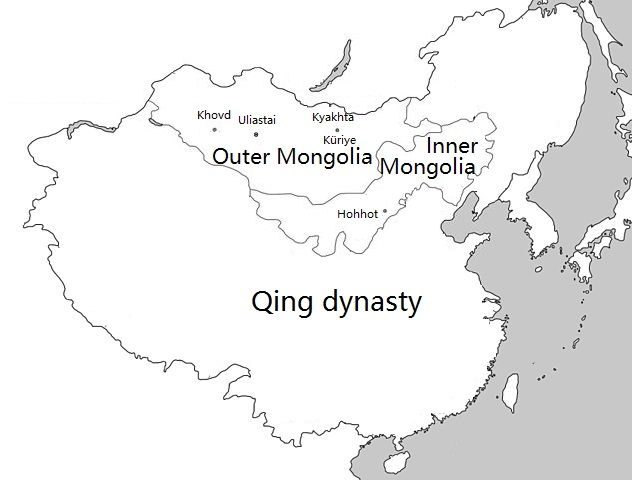
منغوليا الخارجية ومنغوليا الداخلية في عهد أسرة تشينغ.

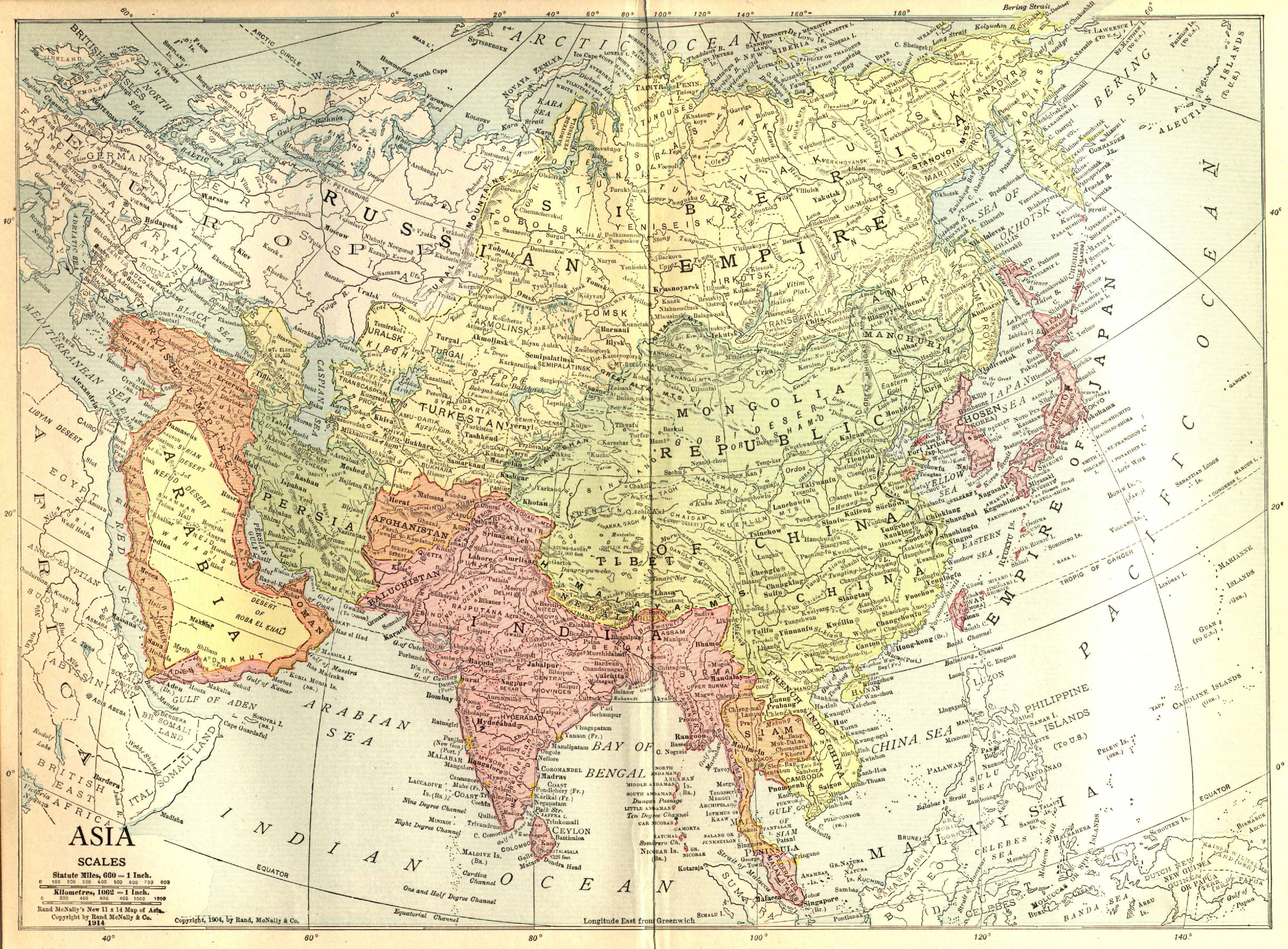
خريطة آسيا في عام 1914. ولم يكن استقلال منغوليا قد حظي بالاعتراف على نطاق واسع في العقد الثاني من القرن العشرين.

بعد معاهدة كياختا (شمال) منغوليا في عام 1915.

منغوليا الخارجية اسمٌ لمنطقةٍ في عهد أسرة تشينغ الصينية بقيادة المانشو من عام 1691 إلى عام 1911. وهي تُقابل دولة منغوليا المستقلة حاليًا وجمهورية توفا الروسية. نالت هذه المنطقة التاريخية استقلالها الفعلي عن الصين في عهد أسرة تشينغ خلال ثورة شينهاي.
في حين أن المنطقة الإدارية لمنغوليا الخارجية خلال عهد أسرة تشينغ كانت تتألف فقط من أربع مقاطعات خالخا (سيتسن خان أيماج، وتوشيت خان أيماج، وسين نويون خان أيماج، وزاساغت خان أيماج)، في أواخر فترة تشينغ، استخدم "منغوليا الخارجية" أيضًا للإشارة إلى منطقتي خالخا وأويرات مجتمعتين، بالإضافة إلى تانو أوريانخاي الخاضعة للحكم المباشر.
لاحقًا، طالبت جمهورية الصين بجزء كبير من المنطقة، وحصلت على الحق القانوني في وراثة جميع أراضي تشينغ بموجب المرسوم الإمبراطوري بتنازل إمبراطور تشينغ عن العرش، كجزء لا يتجزأ من الدولة. يُشار إلى هذه المنطقة باسم "منطقة منغوليا" لتمييزها عن منغوليا الخارجية.    إلا أن معظم منغوليا الخارجية كان خاضعًا بحكم الأمر الواقع لسيطرة خانية بوغد، التي لم تكن تحظى باعتراف دولي واسع النطاق. فرضت جمهورية الصين حكمًا فعليًا على معظم المنطقة لفترة وجيزة من عام 1919 إلى عام 1921. بعد تأسيس جمهورية منغوليا الشعبية عام 1924، اعترفت الحكومة القومية الصينية قانونيًا باستقلال منغوليا عام 1946 تحت ضغط سوفيتي، إلا أن حكومة الكومينتانغ ألغت هذا الاعتراف لاحقًا عام 1953، التي انسحبت إلى تايوان بسبب استمرار الدعم السوفيتي للشيوعيين الصينيين. استمرت جمهورية الصين الشعبية في الاعتراف بجمهورية منغوليا الشعبية منذ عام 1949، وأقامت علاقات دبلوماسية كاملة مع منغوليا.

## الأسماء
يُقارن اسم "منغوليا الخارجية" بمنغوليا الداخلية، التي تُمثل منطقة منغوليا الداخلية في الصين. سُميت منغوليا الداخلية بهذا الاسم لأنها كانت تُدار مباشرةً من قِبل بلاط تشينغ؛ بينما تمتعت منغوليا الخارجية (الواقعة أبعد عن العاصمة بكين) بدرجة أكبر من الاستقلالية داخل إمبراطورية تشينغ.
هناك ثلاثة مصطلحات بديلة، بما في ذلك منغوليا الأرانية، ومنغوليا الموبي، ومنغوليا الخارجية.

### أر مونغول
مصطلح آر مونغول أو موبي مونغول (بالصينية: 漠北蒙古؛ حرفيًا "شمال صحراء منغوليا") يُستخدم أحيانًا في اللغات الصينية والمنغولية للإشارة إلى شمال منغوليا عند التمييز مع جنوب منغوليا، وذلك لإخفاء تاريخ حكم تشينغ والإشارة إلى الوحدة الجغرافية أو التمييز بين المناطق التي يسكنها المغول في هضبة منغوليا.
يمكن أيضًا استخدام كلمة "آر مونغول" للإشارة إلى منغوليا بشكل متزامن خلال تلك الفترة الزمنية. في اللغة المنغولية، تشير كلمة "آر" إلى الجانب الخلفي لشيء ما، والذي وُسِّع ليشمل الجانب الشمالي لأي كيان مكاني، مثل جبل أو خيمة يورت. أما كلمة "أوبور" فتشير إلى الجانب الأمامي/الجنوبي (وبالتالي المحمي) للجبل. لذا، يُفهم الفرق بين جنوب منغوليا والدولة المنغولية على أنه استعارة للجانب الخلفي الشمالي والجانب الجنوبي للجبل.
على النقيض من موبي مونغول (بالصينية: 漠北蒙古)، هناك أيضًا مونان مونغول (بالصينية: 漠南蒙古؛ حرفيًا "جنوب صحراء منغوليا")، والتي تشير تقريبًا إلى المنطقة المعروفة الآن باسم جنوب منغوليا.

## الاستخدام الحديث
لا يزال مصطلح "منغوليا الخارجية" يُستخدم أحيانًا بشكل غير رسمي للإشارة إلى دولة منغوليا المستقلة. ولتجنب الخلط بين منغوليا ومنغوليا الداخلية الصينية، تُشير المصادر الصينية عادةً إلى الأولى باسم "دولة منغوليا" (بالصينية: 蒙古国)، بدلًا من "منغوليا" فقط (بالصينية: 蒙古)، والتي قد تُشير إلى كامل منطقة منغوليا.